# Anomis leptocypha
Anomis leptocypha là một loài bướm đêm trong họ Erebidae.